# Yarm
Yarm is een civil parish in het bestuurlijke gebied Stockton-on-Tees, in het  ceremoniële graafschap County Durham. De plaats telt 8384 inwoners.